# 진공건조
진공건조(vacuum drying)는 일반적으로 젖은 고체인 물질에 존재하는 수분이 진공을 생성하여 제거되는 물질 이동 작업이다.
식품 가공, 약리학, 농업, 섬유 등 화학 가공 산업에서 건조는 수분을 제거하기 위한 필수 단위 작업이다. 진공 건조는 일반적으로 흡습성이 있고 열에 민감한 물질을 건조하는 데 사용되며 진공을 만들어 물의 증기압 이하로 챔버 압력을 낮추어 끓게 만드는 원리를 기반으로 한다. 진공 펌프의 도움으로 건조할 물질 주변의 압력이 감소된다. 이는 해당 제품 내부의 물의 끓는점을 감소시켜 증발 속도를 크게 증가시킨다. 그 결과 제품의 건조 속도가 크게 향상된다. 진공 건조 공정은 대기압에 비해 낮은 압력과 낮은 상대 습도에서 수행되는 일괄 작업으로 빠른 건조가 가능하다.